# Amina Bouayach
Amina Bouayach (in arabo آمنة بوعياش‎?; Tétouan, 10 dicembre 1957) è una diplomatica e attivista per i diritti umani marocchina, dal dicembre 2018 Presidente del Consiglio nazionale del Marocco per i diritti umani. In questo ruolo ha affermato nel 2019 che "non c'erano prigionieri politici in Marocco".
Nel 2006 è diventata la prima donna eletta presidente di una grande ONG in Marocco. In qualità di presidente dell'Organizzazione marocchina per i diritti umani (OMDH), Bouayach ha lavorato sulle principali questioni relative ai diritti umani nel suo paese natale come la tortura, i diritti dei rifugiati e dei migranti, i diritti delle donne, il traffico di esseri umani, i diritti individuali e l'abolizione della pena di morte. Durante la primavera araba ha viaggiato in missioni ufficiali in Tunisia e Libia.
Bouayach è stata eletta vicepresidente, poi segretaria generale della Federazione internazionale per i diritti umani rispettivamente nel 2010 e nel 2013. Quindi, nel 2016, Bouayach è stato ambasciatrice marocchina in Svezia e Lettonia.

## Biografia
Amina Bouayach è nata nel 1957 nel nord del Marocco, nella città di Tétouan, in una famiglia Rifaine di Bni Bouayach, della tribù Ait Ouriaghel, cacciata dalle montagne del Rif dall'occupazione spagnola. Suo padre, Hammadi Bouayach, avvocato di professione, era un attivista indipendentista, studioso, pensatore e professore universitario, poi preside della Facoltà di Giurisprudenza di Rabat. Infatti, essendo stato scelto per partecipare ad una missione di studio in Egitto, da Cheikh Mekki Nassiri, ha proseguito gli studi superiori presso la facoltà di Dar Al Ouloum al Cairo, poi a Parigi, prima di tornare in Marocco negli anni Cinquanta.
Anche suo nonno, considerato il braccio destro di Abdelkrim e-Khattabi di cui fu generale durante la Guerra del Rif, era un uomo di legge.
Amina Bouayach si è laureata in economia politica e ha conseguito un master in economia presso l'Università Mohammed V di Rabat. Parla cinque lingue: arabo, rifiano, inglese, francese e spagnolo.

## Carriera

### Attivista per i diritti umani
Ha esordito nella società civile dopo l'arresto dell'ex marito per la sua attività politica nel 1976, ed è stata coinvolta nella campagna per le famiglie dei prigionieri politici durante gli anni di piombo in Marocco. La sua vicinanza alle famiglie dei prigionieri politici durante le varie fasi della campagna l'ha aiutata a prendere coscienza dell'entità delle violazioni di cui può soffrire il cittadino marocchino e della necessità di realizzare una "riforma istituzionale pacifica che porti al consenso" per realizzare un vero cambiamento in Marocco.
Ha ricoperto anche l'incarico di assistente di ricerca di Fatema Mernissi sui diritti delle donne, in particolare delle donne musulmane; ha poi collaborato come giornalista con vari periodici pubblicando diversi articoli sulla condizione della donna in Marocco.
Dal 1998 al 2002 ha ricoperto la carica di consigliere responsabile dei media nell'ufficio del primo ministro Abderrahman Youssoufi.
Tra i fondatori dell'Organizzazione marocchina per i diritti umani (OMDH), ne è stata eletta presidente nel 2006 e poi rieletta per un secondo mandato, diventando la prima donna a presiedere un'organizzazione per i diritti umani in Marocco; lavorando su importanti questioni relative ai diritti umani in Marocco, come la tortura, i diritti delle donne, la libertà di espressione e l'abolizione della pena di morte. Ha ricoperto questa posizione fino al 2015.
Nel 2010 è stata eletta vicepresidente della Federazione Internazionale delle Leghe per i Diritti Umani e sua segretaria generale nel maggio 2013.
Nel 2011 è stata nominata dal re Mohammed VI membro della Commissione consultiva per la riforma della costituzione marocchina.
Amina Bouayach è stata membro dell'Organizzazione Araba per i Diritti Umani e del gruppo di esperti in studi strategici nella regione dell'Ufficio dell'Alto Commissario delle Nazioni Unite per i Diritti Umani. Nel 2014 ha ricoperto la carica di Senior African NGO Coordinator all'Africa Summit di Addis Abeba.

### Ambasciatrice
Il 13 ottobre 2016, divenne ambasciatrice del Marocco in Svezia e Lettonia.
Il 6 dicembre 2018, Amina Bouayach è stata nominata dal re Mohammed VI presidente del Consiglio nazionale per i diritti umani in Marocco.
In occasione della Giornata mondiale della donna dell'anno 2019, avvia con successo una campagna nazionale per l'abolizione dei matrimoni tra minorenni in Marocco.
Nel marzo 2022 è stata eletta segretaria e vicepresidente della Global Alliance of National Human Rights Institutions.

## Riconoscimenti
- Amina Bouayach è stata la prima donna eletta a capo di una ONG per i diritti umani in Marocco, l'OMDH.[20][9]
- È stata eletta vicepresidente e poi segretaria generale della Federazione internazionale per i diritti umani nel 2010 e nel 2013.[21]
- Nel 2011 e poi nel 2013, il re Mohammed VI l'ha decorata come Commendatore dell'Ordine del Trono e poi Ufficiale dell'Ordine del Trono.[22]
- Nel 2014, Amina Bouayach ha ricevuto le insegne di Cavaliere dell'Ordine Nazionale della Legion d'Onore della Repubblica Francese come riconoscimento per il suo lavoro a tutela e promozione dei diritti umani.[23]
- Per la Giornata della donna 2021, l'Ufficio dell'Alto Commissariato delle Nazioni Unite per i diritti umani ha scelto Amina Bouayach tra cinque donne leader mondiali per i diritti umani e l'uguaglianza.[24]

## Critiche
Il CNDH e il suo presidente Amina Bouayach hanno ricevuto pesanti critiche nel 2019 dopo la sua dichiarazione secondo cui i prigionieri di Hirak Rif non erano detenuti politici, in particolare che non ci sono "prigionieri politici in Marocco", ma piuttosto "prigionieri che sono stati arrestati per la loro partecipazione a manifestazioni o violenze prodotte durante le manifestazioni". L'Hirak Rif (movimento popolare) è iniziato nel 2016 dopo che Mohcine Fikri, un pescivendolo locale, è stato schiacciato a morte in un camion della spazzatura mentre tentava di recuperare i suoi beni confiscati.
Successivamente, in un rapporto di 400 pagine creato dal CNDH e presentato da Bouayach, le conclusioni concordavano con le accuse della magistratura contro il leader di spicco delle proteste, Nasser Zefzafi, condannato a 20 anni di carcere. Zefzafi è stato arrestato dopo aver insultato un imam locale durante un sermone e condannato dalla magistratura per incitamento a proteste che si erano trasformate in "gravi violenze", compreso l'incendio doloso di una residenza che ospitava la polizia di Al Hoceima. Questa posizione di CNDH e Bouayach è stata criticata da diversi gruppi e attivisti per i diritti marocchini.